# AM251
AM251 – organiczny związek chemiczny z grupy kannabinoidów, antagonista receptorów kannabinoidowych. Pod względem farmakologicznym i strukturalnym jest podobne do rimonabantu.